# دينيسي روبرت
دينيسي روبرت هي منتجة أفلام كندية، ولدت في 1954 في أوتاوا في كندا.

## وصلات خارجية
- دينيسي روبرت على موقع IMDb (الإنجليزية)
- دينيسي روبرت على موقع ألو سيني (الفرنسية)
- دينيسي روبرت على موقع أول موفي (الإنجليزية)
- دينيسي روبرت على موقع قاعدة بيانات الأفلام السويدية (السويدية)
- دينيسي روبرت على موقع قاعدة بيانات الفيلم (الإنجليزية)
- دينيسي روبرت على موقع كينوبويسك (الروسية)